# Ronny Rosenthal
Ronny Rosenthal (in ebraico רוני רוזנטל‎?; Haifa, 11 ottobre 1963) è un procuratore sportivo ed ex calciatore israeliano, di ruolo attaccante.
Professionista in Israele, in Belgio e in Inghilterra, divenne campione nazionale in tutti e tre i Paesi in cui militò da calciatore; alla sua figura è tuttavia legato anche un grave episodio di razzismo, avvenuto nel 1989 a Udine, e che ne precluse l'arrivo all'Udinese a causa del ricatto di frange antisemite della tifoseria locale.
Dopo la fine dell'attività calcistica si è stabilito a Londra dove lavora come procuratore e consulente.

## Carriera

### Giocatore

#### Club

##### Gli esordi in patria e l'affermazione in Belgio
Cresciuto calcisticamente nel Maccabi Haifa, squadra della sua città natale, Rosenthal debuttò in prima squadra a 16 anni in seconda divisione nel 1980, all'inizio della stagione in cui il club conobbe la sua promozione in prima divisione.
Dopo un settimo e un sesto posto rispettivamente nel 1982 e nel 1983 il Maccabi vinse il titolo israeliano 1983-84 e Rosenthal, che nel frattempo doveva prestare il servizio militare, si riconfermò campione nazionale nel 1985.
Nello stesso anno sostenne un provino in Germania Occidentale per il Norimberga, ma il club tedesco non poté tesserarlo perché Rosenthal non aveva ancora terminato di assolvere gli obblighi di leva; nel 1986, durante una sconfitta interna per 0-1 dall'Hapoel Tel Aviv all'ultima giornata, e che costò al Maccabi il terzo titolo consecutivo, Rosenthal fu visionato da parte di alcuni emissari del belga Club Bruges per il quale firmò a partire dalla stagione successiva; al Maccabi fu versato dal Bruges un indennizzo pari a circa 200 000 sterline dell'epoca.
Con il Bruges vinse subito la Supercoppa del Belgio 1986 e, nel 1988, vinse il campionato, di nuovo la Supercoppa e giunse alla semifinale di Coppa UEFA. Nell'estate seguente il Bruges cedette Rosenthal allo Standard Liegi per avere la somma necessaria a comprare Dimitri Mbuyu.

##### L'episodio antisemita a Udine
Dopo solo una stagione a Liegi, l'Udinese offrì al club belga l'equivalente di 1 500 000 sterline per prelevare il giocatore, ma successivamente non perfezionò l'acquisto asserendo che i test medici di routine avevano evidenziato un problema vertebrale, preferendo tesserare al suo posto l'italo-argentino Abel Balbo; la vera causa del mancato ingaggio fu tuttavia individuata nella scarsa fermezza del club di fronte all'atteggiamento razzista e antisemita di una frangia della sua tifoseria, che aveva disseminato Udine di scritte con le quali veniva intimato alla proprietà di non ingaggiare un ebreo.
Il clamore mediatico susseguente l'episodio sfociò in Italia financo a un'interrogazione parlamentare, e in seguito lo stesso Rosenthal citò in giudizio l'Udinese per danni morali: nel 1995 la giustizia italiana riconobbe il club responsabile di atteggiamento discriminatorio e lo condannò al risarcimento di 61 milioni di lire.

##### Le esperienze inglesi
Sfumato il passaggio in Friuli, Rosenthal tornò inizialmente a Liegi, nel mezzo di un cambio di guida tecnica: il nuovo allenatore Georg Kessler non si aspettava di trovare il giocatore nel club, in quanto lo considerava già trasferito in Italia, e questo alterò i piani tecnici di Kessler che così lasciò libero Rosenthal di cercare un nuovo ingaggio in Inghilterra.
Messo in prova dal Luton Town che lo schierò nella squadra riserve, fu notato dall'allora allenatore del Liverpool, Kenny Dalglish, che a marzo 1990 lo chiese in prestito allo Standard Liegi per i rimanenti tre mesi di campionato.
Esordiente in First Division contro il Southampton, s'impose all'attenzione a Londra contro il Charlton allorquando, subentrato a Peter Beardsley, segnò tre gol contribuendo al 4-0 finale del Liverpool che, alla fine del torneo, si aggiudicò il suo diciottesimo titolo di campione inglese.
A fine torneo fu acquistato a titolo definitivo e, nei successivi quattro anni al servizio dei Reds, Rosenthal si aggiudicò anche una Charity Shield nel 1990 e la Coppa d'Inghilterra nel 1992.
Nel 1994 si trasferì a Londra al Tottenham, club che non gli garantì titoli ma un ingaggio maggiore per via dei nuovi meccanismi di ripartizione degli incassi previsti dalla neonata Premier League. Dopo tre anni negli Spurs terminò la carriera al Watford in cui trascorse gli ultimi due anni di attività, dal 1997 al 1999.

#### Nazionale
Rosenthal militò in nazionale israeliana per 13 anni fino al 1997, collezionando in totale 60 presenze e realizzando 11 gol.
L'esordio avvenne il 21 dicembre 1984 a Petah Tiqwa contro il Lussemburgo, amichevole vinta 2-0 in cui Rosenthal debuttò da subentrato in corso di gara a Zahi Armeli.
Nel corso delle qualificazioni europee al campionato mondiale 1994, in cui Israele fu incluso nello stesso girone di Bulgaria e Francia, Rosenthal si rese autore al Parco dei Principi a Parigi di tre assist che divennero altrettanti gol con cui la sua nazionale batté i francesi che, a causa di tale sconfitta e della successiva nell'ultima gara contro la Bulgaria, persero la qualificazione al torneo.
Il suo ultimo incontro fu il 26 febbraio 1997 a Tel Aviv contro la Germania, una sconfitta 0-1.

### Dopo il ritiro
Dopo la fine della carriera agonistica, stabilitosi a Londra, ha svolto incarichi di consulenza sportiva per diversi club e lavora come procuratore sportivo e talent-scout.
Sposato con una belga, ha due figli uno dei quali, Tom Rosenthal, è calciatore presso il Crystal Palace e rappresenta il Belgio.

## Statistiche

### Cronologia presenze e reti in nazionale
| Cronologia completa delle presenze e delle reti in nazionale ― Israele | Cronologia completa delle presenze e delle reti in nazionale ― Israele | Cronologia completa delle presenze e delle reti in nazionale ― Israele | Cronologia completa delle presenze e delle reti in nazionale ― Israele | Cronologia completa delle presenze e delle reti in nazionale ― Israele | Cronologia completa delle presenze e delle reti in nazionale ― Israele | Cronologia completa delle presenze e delle reti in nazionale ― Israele | Cronologia completa delle presenze e delle reti in nazionale ― Israele |
| Data                                                                   | Città                                                                  | In casa                                                                | Risultato                                                              | Ospiti                                                                 | Competizione                                                           | Reti                                                                   | Note                                                                   |
| ---------------------------------------------------------------------- | ---------------------------------------------------------------------- | ---------------------------------------------------------------------- | ---------------------------------------------------------------------- | ---------------------------------------------------------------------- | ---------------------------------------------------------------------- | ---------------------------------------------------------------------- | ---------------------------------------------------------------------- |
| 19-12-1984                                                             | Petah Tiqwa                                                            | Israele                                                                | 2 – 0                                                                  | Lussemburgo                                                            | Amichevole                                                             | -                                                                      | 46’                                                                    |
| 9-1-1985                                                               | Tel Aviv                                                               | Israele                                                                | 0 – 2                                                                  | Grecia                                                                 | Amichevole                                                             | -                                                                      | 46’                                                                    |
| 27-2-1985                                                              | Ramat Gan                                                              | Israele                                                                | 0 – 0                                                                  | Irlanda                                                                | Amichevole                                                             | -                                                                      | 46’                                                                    |
| 3-9-1985                                                               | Ramat Gan                                                              | Israele                                                                | 6 – 0                                                                  | Taiwan                                                                 | Qual. Mondiali 1986                                                    | -                                                                      | 76’                                                                    |
| 8-9-1985                                                               | Ramat Gan                                                              | Israele                                                                | 5 – 0                                                                  | Taiwan                                                                 | Qual. Mondiali 1986                                                    | -                                                                      | 26’                                                                    |
| 8-10-1985                                                              | Ramat Gan                                                              | Israele                                                                | 1 – 2                                                                  | Australia                                                              | Qual. Mondiali 1986                                                    | -                                                                      | 50’                                                                    |
| 20-10-1985                                                             | Melbourne                                                              | Australia                                                              | 1 – 1                                                                  | Israele                                                                | Qual. Mondiali 1986                                                    | -                                                                      | 68’                                                                    |
| 26-10-1985                                                             | Auckland                                                               | Nuova Zelanda                                                          | 3 – 1                                                                  | Israele                                                                | Qual. Mondiali 1986                                                    | -                                                                      |                                                                        |
| 28-1-1986                                                              | Ramat Gan                                                              | Israele                                                                | 0 – 1                                                                  | Scozia                                                                 | Amichevole                                                             | -                                                                      | 56’                                                                    |
| 26-2-1986                                                              | Ramat Gan                                                              | Israele                                                                | 1 – 2                                                                  | Inghilterra                                                            | Amichevole                                                             | -                                                                      | 62’                                                                    |
| 4-5-1986                                                               | Ramat Gan                                                              | Israele                                                                | 2 – 7                                                                  | Argentina                                                              | Amichevole                                                             | -                                                                      | 46’                                                                    |
| 19-5-1987                                                              | Aarau                                                                  | Svizzera                                                               | 1 – 0                                                                  | Israele                                                                | Amichevole                                                             | -                                                                      |                                                                        |
| 1-6-1987                                                               | Ramat Gan                                                              | Israele                                                                | 0 – 4                                                                  | Brasile                                                                | Amichevole                                                             | -                                                                      |                                                                        |
| 19-1-1988                                                              | Ramat Gan                                                              | Israele                                                                | 2 – 3                                                                  | Belgio                                                                 | Amichevole                                                             | -                                                                      |                                                                        |
| 27-1-1988                                                              | Ramat Gan                                                              | Israele                                                                | 1 – 1                                                                  | Francia                                                                | Amichevole                                                             | -                                                                      |                                                                        |
| 3-2-1988                                                               | Haifa                                                                  | Israele                                                                | 0 – 2                                                                  | Romania                                                                | Amichevole                                                             | -                                                                      |                                                                        |
| 10-2-1988                                                              | Haifa                                                                  | Israele                                                                | 1 – 3                                                                  | Polonia                                                                | Amichevole                                                             | 1                                                                      |                                                                        |
| 6-3-1988                                                               | Melbourne                                                              | Australia                                                              | 2 – 0                                                                  | Israele                                                                | Qual. Olimpiadi 1988                                                   | -                                                                      |                                                                        |
| 9-3-1988                                                               | Auckland                                                               | Nuova Zelanda                                                          | 0 – 2                                                                  | Israele                                                                | Qual. Olimpiadi 1988                                                   | -                                                                      | 88’                                                                    |
| 20-3-1988                                                              | Christchurch                                                           | Australia                                                              | 0 – 0                                                                  | Israele                                                                | Qual. Olimpiadi 1988                                                   | -                                                                      |                                                                        |
| 23-3-1988                                                              | Auckland                                                               | Taiwan                                                                 | 0 – 9                                                                  | Israele                                                                | Qual. Olimpiadi 1988                                                   | 1                                                                      |                                                                        |
| 27-3-1988                                                              | Wellington                                                             | Nuova Zelanda                                                          | 0 – 1                                                                  | Israele                                                                | Qual. Olimpiadi 1988                                                   | -                                                                      | 55’                                                                    |
| 4-1-1989                                                               | Ramat Gan                                                              | Israele                                                                | 0 – 2                                                                  | Paesi Bassi                                                            | Amichevole                                                             | -                                                                      | 88’                                                                    |
| 8-2-1989                                                               | Ramat Gan                                                              | Israele                                                                | 3 – 3                                                                  | Galles                                                                 | Amichevole                                                             | -                                                                      |                                                                        |
| 5-3-1989                                                               | Tel Aviv                                                               | Israele                                                                | 1 – 0                                                                  | Nuova Zelanda                                                          | Qual. Mondiali 1990                                                    | 1                                                                      |                                                                        |
| 19-3-1989                                                              | Ramat Gan                                                              | Israele                                                                | 1 – 1                                                                  | Australia                                                              | Qual. Mondiali 1990                                                    | -                                                                      |                                                                        |
| 9-4-1989                                                               | Auckland                                                               | Nuova Zelanda                                                          | 2 – 2                                                                  | Israele                                                                | Qual. Mondiali 1990                                                    | 1                                                                      | 89’                                                                    |
| 16-4-1989                                                              | Sydney                                                                 | Australia                                                              | 0 – 0                                                                  | Israele                                                                | Qual. Mondiali 1990                                                    | -                                                                      |                                                                        |
| 15-10-1989                                                             | Barranquilla                                                           | Colombia                                                               | 1 – 0                                                                  | Israele                                                                | Qual. Mondiali 1990                                                    | -                                                                      |                                                                        |
| 30-10-1989                                                             | Ramat Gan                                                              | Israele                                                                | 0 – 0                                                                  | Colombia                                                               | Qual. Mondiali 1990                                                    | -                                                                      |                                                                        |
| 9-9-1992                                                               | Mielec                                                                 | Polonia                                                                | 1 – 1                                                                  | Israele                                                                | Amichevole                                                             | 1                                                                      |                                                                        |
| 28-10-1992                                                             | Vienna                                                                 | Austria                                                                | 5 – 2                                                                  | Israele                                                                | Qual. Mondiali 1994                                                    | -                                                                      |                                                                        |
| 11-11-1992                                                             | Ramat Gan                                                              | Israele                                                                | 1 – 3                                                                  | Svezia                                                                 | Qual. Mondiali 1994                                                    | -                                                                      |                                                                        |
| 2-12-1992                                                              | Ramat Gan                                                              | Israele                                                                | 0 – 2                                                                  | Bulgaria                                                               | Qual. Mondiali 1994                                                    | -                                                                      |                                                                        |
| 17-2-1993                                                              | Ramat Gan                                                              | Israele                                                                | 0 – 4                                                                  | Francia                                                                | Qual. Mondiali 1994                                                    | -                                                                      |                                                                        |
| 12-5-1993                                                              | Sofia                                                                  | Bulgaria                                                               | 2 – 2                                                                  | Israele                                                                | Qual. Mondiali 1994                                                    | 1                                                                      |                                                                        |
| 2-6-1993                                                               | Stoccolma                                                              | Svezia                                                                 | 5 – 0                                                                  | Israele                                                                | Qual. Mondiali 1994                                                    | -                                                                      |                                                                        |
| 5-10-1993                                                              | Limassol                                                               | Cipro                                                                  | 2 – 2                                                                  | Israele                                                                | Amichevole                                                             | -                                                                      |                                                                        |
| 13-10-1993                                                             | Parigi                                                                 | Francia                                                                | 2 – 3                                                                  | Israele                                                                | Qual. Mondiali 1994                                                    | -                                                                      |                                                                        |
| 27-10-1993                                                             | Tel Aviv                                                               | Israele                                                                | 1 – 1                                                                  | Austria                                                                | Qual. Mondiali 1994                                                    | 1                                                                      |                                                                        |
| 10-11-1993                                                             | Tel Aviv                                                               | Israele                                                                | 1 – 3                                                                  | Finlandia                                                              | Qual. Mondiali 1994                                                    | -                                                                      |                                                                        |
| 31-5-1994                                                              | Ramat Gan                                                              | Israele                                                                | 0 – 3                                                                  | Argentina                                                              | Amichevole                                                             | -                                                                      | 46’                                                                    |
| 17-8-1994                                                              | Ramat Gan                                                              | Israele                                                                | 0 – 4                                                                  | Croazia                                                                | Amichevole                                                             | -                                                                      | 72’                                                                    |
| 4-9-1994                                                               | Ramat Gan                                                              | Israele                                                                | 2 – 1                                                                  | Polonia                                                                | Qual. Euro 1996                                                        | -                                                                      | 89’                                                                    |
| 12-10-1994                                                             | Ramat Gan                                                              | Israele                                                                | 2 – 2                                                                  | Slovacchia                                                             | Qual. Euro 1996                                                        | -                                                                      |                                                                        |
| 16-11-1994                                                             | Trebisonda                                                             | Azerbaigian                                                            | 0 – 2                                                                  | Israele                                                                | Qual. Euro 1996                                                        | 1                                                                      |                                                                        |
| 29-11-1994                                                             | Gerusalemme                                                            | Israele                                                                | 4 – 3                                                                  | Cipro                                                                  | Amichevole                                                             | 1                                                                      |                                                                        |
| 14-12-1994                                                             | Ramat Gan                                                              | Israele                                                                | 1 – 1                                                                  | Romania                                                                | Qual. Euro 1996                                                        | 1                                                                      |                                                                        |
| 29-3-1995                                                              | Ramat Gan                                                              | Israele                                                                | 0 – 0                                                                  | Francia                                                                | Qual. Euro 1996                                                        | -                                                                      |                                                                        |
| 25-4-1995                                                              | Zabrze                                                                 | Polonia                                                                | 4 – 3                                                                  | Israele                                                                | Qual. Euro 1996                                                        | 1                                                                      | 77’                                                                    |
| 6-9-1995                                                               | Košice                                                                 | Slovacchia                                                             | 1 – 0                                                                  | Israele                                                                | Qual. Euro 1996                                                        | -                                                                      | 46’                                                                    |
| 11-10-1995                                                             | Tel Aviv                                                               | Israele                                                                | 2 – 0                                                                  | Azerbaigian                                                            | Qual. Euro 1996                                                        | -                                                                      |                                                                        |
| 15-11-1995                                                             | Caen                                                                   | Francia                                                                | 2 – 0                                                                  | Israele                                                                | Qual. Euro 1996                                                        | -                                                                      |                                                                        |
| 1-9-1996                                                               | Ramat Gan                                                              | Israele                                                                | 2 – 1                                                                  | Bulgaria                                                               | Qual. Mondiali 1998                                                    | -                                                                      | 83’                                                                    |
| 9-10-1996                                                              | Ramat Gan                                                              | Israele                                                                | 1 – 1                                                                  | Russia                                                                 | Qual. Mondiali 1998                                                    | -                                                                      | 78’                                                                    |
| 10-11-1996                                                             | Limassol                                                               | Cipro                                                                  | 2 – 0                                                                  | Israele                                                                | Qual. Mondiali 1998                                                    | -                                                                      | 72’                                                                    |
| 26-2-1997                                                              | Ramat Gan                                                              | Israele                                                                | 0 – 1                                                                  | Germania                                                               | Amichevole                                                             | -                                                                      |                                                                        |
| 12-3-1997                                                              | Ramat Gan                                                              | Israele                                                                | 0 – 1                                                                  | Svezia                                                                 | Amichevole                                                             | -                                                                      |                                                                        |
| 31-3-1997                                                              | Lussemburgo                                                            | Lussemburgo                                                            | 0 – 3                                                                  | Israele                                                                | Qual. Mondiali 1998                                                    | -                                                                      | 82’                                                                    |
| 8-6-1997                                                               | Mosca                                                                  | Russia                                                                 | 2 – 0                                                                  | Israele                                                                | Qual. Mondiali 1998                                                    | -                                                                      | 46’                                                                    |
| Totale                                                                 |                                                                        | Presenze                                                               | 60                                                                     |                                                                        | Reti                                                                   | 11                                                                     |                                                                        |

## Palmarès

### Club
- Campionato israeliano: 2

Maccabi Haifa: 1983-84, 1984-85
- Campionato belga: 1

Bruges: 1987-88
- Supercoppa del Belgio: 2

Bruges: 1986, 1988
- First Division: 1

Liverpool: 1989-90
- Coppa d'Inghilterra: 1

Liverpool: 1991-92
- Charity Shield: 1

Liverpool: 1990